# Kasteel Boekestein
Kasteel Boekestein was een kasteel, gelegen in Maasland, niet ver van het dorp De Lier, in de Nederlandse provincie Zuid-Holland. Het kasteel lag langs de Burgersdijkseweg, een 12e-eeuwse dijk die tevens de grens vormde tussen De Lier en Maasland. 
De oudst bekende vermelding van Boekestein is uit 1335 waarin het als een belening wordt genoemd. In eerste instantie behoorde het kasteel toe aan de familie Uter Liere, later ging het eigendom over op het Huis ten Dorp in Schipluiden. Bij het kasteel hoorde een stuk grond van 75 morgen dat ongeveer 60 hectare is. Uit een bron van 1685 wordt gemeld dat het kasteel toen al lang was verdwenen.
Uit opgravingen is gebleken dat het kasteel op een rechthoekig eiland van 20 x 25-40 m stond, omringd door een gracht. In deze grachten werden voorwerpen gevonden die stammen uit de 13e tot in de late 15e of vroege 16e eeuw. Het terrein werd vanaf het midden van de 12e eeuw bewoond, blijkens het aardewerk dat er gevonden is. Eerst werd gedacht dat Boekestein een mottekasteel zou zijn, maar uit opgravingen is gebleken dat het een vierhoekig kasteel was. Dit type kastelen werd vanaf 1275 veel gebouwd. 